# Рейсвейцький мирний договір
Рейсвейцький мирний договір (англ. Treaty of Ryswick; нід. Vrede van Rijswijk) — договір, підписаний в Рейсвейку (Республіка Сполучених провінцій) 20 вересня 1697. Завершив дев'ятирічну Війну Аугсбурзької ліги (Франція проти «Великого альянсу»).

## Історія
Мирні переговори почалися в травні. Представники Франції розмістилися в Гаазі, представники Великого альянсу — в Делфті, переговори проходили в палаці «Гейс-тер-Ньївбюрг» у розташованому між ними Рейсвейку.
Перші кілька тижнів переговорів не привели ні до якого результату, тому два основних антагоністи — Вільгельм III Оранський та Людовик XIV — призначили двох представників, які повинні були зустрітися приватно. Цими представниками були названі Йоганн Вільгельм фон Бентінк і маршал Луї Франсуа де Буфле. Накидані ними умови угоди викликали неприйняття імператора Леопольда та іспанського короля Карла II. Коли Іспанія змінила свою позицію, Франція 20 вересня підписала мир з Англією, Іспанією і Республікою З'єднаних провінцій. Після цього Вільгельм змусив Леопольда погодитися укласти мир, і 30 жовтня був підписаний договір між Францією і Священною Римською імперією.

## Умови договору
Основою для договору стало положення про те, що все має повернутися до кордонів, встановлених Німвегенськими мирними договорами 1679. Франція повернула Священній Римській імперії Фрайбург, Брайзах-на-Рейні та Філіпсбург, але втримала Страсбург. З іншого боку, Франція отримала Сан-Домінго і повернула собі Пондішеррі (заплативши Сполученим провінціям 16.000) і Нову Шотландію, у той час як Іспанія отримала назад Каталонію і прикордонні фортеці Монс, Люксембург та Кортрейк. Лотаринзьке герцогство, яке багато років перебувало під владою Франції, знову отримало незалежність, і на його чолі став Леопольд-Йосиф-Карл, онук Карла IV. Голландцям було дозволено тримати гарнізони в деяких ключових фортецях Іспанських Нідерландів, включаючи Намюр та Іпр. Людовик визнав Вільгельма королем Англії, і зобов'язався більше не підтримувати претензії на англійський трон Якова II; також Людовик зобов'язався припинити втручання у справи Кельна, що був одним з вибірників імператора Священної Римської імперії, і відмовитися від претензій на деякі землі Курпфальца.